# Friedrich Wilhelm Emil Försterling

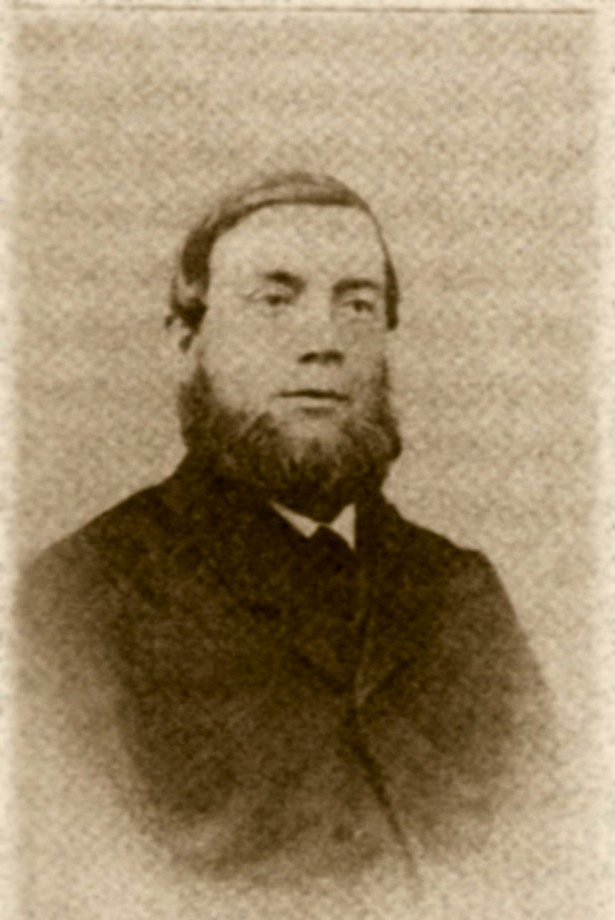
Friedrich Wilhelm Emil Försterling

Friedrich Wilhelm Emil Försterling (* 3. September 1827 in Dresden; † 10. März 1872 in ebenda) war ein sozialdemokratischer Politiker. Er war unter anderem Präsident des LADAV und Mitglied des Norddeutschen Reichstages.

## Leben und Wirken
Emil Försterling war der Sohn eines Schlossers. Er wurde bereits früh politisch aktiv. So war er während der Revolution von 1848/49 Vorsitzender eines Arbeitervereins in Clausthal-Zellerfeld. Während der Reaktionsära wurde er von der Polizei als Demokrat beobachtet. Für das Jahr 1859 ist nachweisbar, dass er auf dem Stiftungsfest des Hamburger Bildungsvereins für Arbeiter eine Rede hielt. Im Zusammenhang mit dem Bau des Schweriner Schlosses lernte Försterling Georg Adolf Demmler kennen. Dieser war der für den Bau zuständige Hofbaurat und gleichzeitig ein Förderer der entstehenden Arbeiterbewegung. Demmler stellte Försterling die finanziellen Mittel zur Verfügung, um sich als Kupferschmiedemeister in Dresden selbstständig zu machen.
Dort wurde dieser Mitglied der freireligiösen Gemeinde und war aktiv in zahlreichen Vereinen des örtlichen Bürgertums. Im Jahr 1861 wurde er zum Vorsitzenden des Dresdner Bildungsvereins für Gewerbetreibende gewählt, aus dem ein Jahr später der örtliche Arbeiterbildungsverein hervorging. Außerdem war Försterling Mitglied des Deutschen Nationalvereins und setzte sich 1862 dafür ein, den Mitgliedsbeitrag zu ermäßigen, damit auch Arbeiter und ärmere Bürger Mitglied werden konnten. Außerdem gehörte er dem Ausschuss des Dresdner Flottenvereins an. Im selben Jahr war er Delegierter auf dem Arbeitertag in Nürnberg und engagierte sich damit wieder für die organisierte Arbeiterbewegung. Im Jahr 1863 kam er durch Julius Vahlteich zum Allgemeinen Deutschen Arbeiterverein, war für diesen als Agitator in Sachsen tätig und 1864 in den Vorstand gewählt. Im Jahr 1865 wurde er Hauptkassierer des Vereins. Ab 1866 war Försterling Stadtverordneter in Dresden und gilt als erstes sozialdemokratisch orientiertes Mitglied in einer sächsischen Gemeindevertretung.
Bei der Spaltung des ADAV ging Försterling zum LADAV der Gräfin Hatzfeldt über und blieb bis zu seinem Tod einer der treusten Anhänger der Gräfin. In der Entstehungszeit der neuen Organisation war er wieder als Agitator tätig und wurde auf Grund seiner Erfolge 1867 zum Vereinspräsidenten gewählt. Allerdings war er diesem Amt nicht gewachsen.
Bei der Reichstagswahl vom 12. Februar 1867 kandidierte Försterling in mehreren Wahlkreisen ohne Erfolg. So im 4. Sächsischen Wahlkreis Stadt Dresden rechts der Elbe, wo er 257 Stimmen erhielt. Abgeordneter wurde hier in der Stichwahl am 31. August 1867 Friedrich Oskar von Schwarze (Freikonservative Partei) und im 5. Sächsischen Wahlkreis Stadt Dresden links der Elbe, wo er 531 Stimmen erhielt, gewählt wurde hier in der Stichwahl am 31. August Franz Jacob Wigard mit 3749 Stimmen von der Deutschen Fortschrittspartei. Außerdem kandidierte er im 9. Wahlkreis Freiberg und erhielt dort 24,4 % der Stimmen im ersten Wahlgang. Bei der Nachwahl am 31. August 1867 wurde er im 16. Sächsischen Wahlkreis Chemnitz mit 5512 Stimmen in den Reichstag gewählt, wo er bei einer Stichwahl 2089 Stimmen erreichte. Während seiner Zeit als Abgeordneter meldet er sich insgesamt acht Mal zu Wort. Das letzte Mal am 13. Mai 1869. Die meisten Beiträge hingen mit dem allgemeinen gleichen Wahlrecht zusammen. In einem Betrag ging es um die Salzsteuer.
Nach der Wahl zum norddeutschen Reichstags übernahm Fritz Mende die Führung des LADAV. Allerdings übernahm Försterling weiterhin häufig die Vertretung des häufig erkrankten Präsidenten und blieb weiterhin einflussreiches Vorstandsmitglied. Försterling legte am 5. April 1870 sein Reichstagsmandat nieder. Wohl auch durch finanzielle Zuwendungen von Seiten der Gräfin Hatzfeldt ließ er sich 1870 zum Hauptkassierer des LADAV wählen. Im Jahr 1871 übernahm er erneut die Vizepräsidentschaft und betrieb dessen Reorganisation. In seinen letzten Lebensjahren wohnte er privat und geschäftsmässig in der „Zahngasse 10.1“.
Auf der Berliner General-Versammlung 1872 gab es noch 12 Lassallianer in Chemnitz. Im Juli 1872 musste die Parteizeitung, die „Freie Zeitung“, wegen Geldmangel ihr erscheinen einstellen. Berufliche und persönliche Schicksalsschläge – Tod der Frau und des gemeinsamen Kindes – führten zu einer tiefen psychischen Krise. Sein Leichnam war noch nicht kalt, als der Gerichtsvollzieher sein Sigel klebte. 1896 wurde über seinem Grab von den Sozialdemokraten ein Denkmal errichtet.

## Ehrungen
Eine Straße in Dresden ist seit 1953 nach ihm benannt.

## Veröffentlichungen
- (Jungfernrede) am 24. September 1867 im Reichstag.
- Bericht ueber die Thätigkeit des Reichstagsabgeordneten Emil Försterling (Lassalleaner), Gewählt im Königreich Sachsen, (16te. Wahlkreis : Stadt und Gerichtsamt Chemnitz) bei der Nachwahl am 11. Sept. 1867, mit 5512 Stimmen; genau nach d. jedem Reichstagsmitgliede zugehenden stenograph. Berichten. Hamburg 1867.
- Circular. In: Demokratisches Wochenblatt. Leipzig. Nr. 31 vom 31. Juli 1869. Beilage, S. 356.[13]